# Discografia di Steven Wilson
La discografia di Steven Wilson, cantautore e polistrumentista britannico attivo dagli anni ottanta, è comprensiva di sette album in studio, due di remix, tre album dal vivo ed altrettante raccolte, oltre a tre EP e oltre venti singoli.

## Album

### Album in studio
| Anno                                                                          | Titolo | Classifiche | Classifiche | Classifiche | Classifiche | Classifiche | Classifiche | Classifiche | Classifiche | Classifiche | Classifiche | Classifiche |
| Anno                                                                          | Titolo | UK          | AUS         | AUT         | BEL (Fl)    | CAN         | FIN         | FRA         | GER         | ITA         | NLD         | USA         |
| ----------------------------------------------------------------------------- | --- | ----------- | ----------- | ----------- | ----------- | ----------- | ----------- | ----------- | ----------- | ----------- | ----------- | ----------- |
| 2008                                                                          | Insurgentes - Pubblicato: 26 novembre 2008 - Etichetta: Headphone Dust - Formati: 2 CD+DVD, 4 10", CD, CD+DVD, 2 LP, download digitale                             | 116         | —           | —           | —           | —           | —           | 114         | 81          | —           | 78          | —           |
| 2011                                                                          | Grace for Drowning - Pubblicato: 26 settembre 2011 - Etichetta: Kscope - Formati: 2 CD, 3 CD+BD, 2 LP, BD, download digitale                                       | 34          | —           | 40          | —           | —           | 30          | 96          | 22          | 45          | 22          | 85          |
| 2013                                                                          | The Raven That Refused to Sing (And Other Stories) - Pubblicato: 25 febbraio 2013 - Etichetta: Kscope - Formati: CD, CD+DVD, 2 CD+DVD, 2 LP, BD, download digitale | 28          | —           | 23          | 61          | —           | 17          | 69          | 3           | 94          | 16          | 57          |
| 2015                                                                          | Hand. Cannot. Erase. - Pubblicato: 27 febbraio 2015 - Etichetta: Kscope - Formati: CD, CD+DVD, 2 CD+DVD+BD, 2 LP, download digitale                                | 13          | —           | 12          | 26          | 24          | 4           | 47          | 3           | 29          | 2           | 39          |
| 2017                                                                          | To the Bone - Pubblicato: 18 agosto 2017 - Etichetta: Caroline International - Formati: CD, 2 CD+BD+DVD+7", 2 LP, BD, download digitale                            | 3           | 30          | 7           | 14          | 28          | 1           | 24          | 2           | 14          | 4           | 58          |
| 2021                                                                          | The Future Bites - Pubblicato: 29 gennaio 2021 - Etichetta: Caroline International - Formati: CD, MC, 3 CD+BD+MC, LP, BD, download digitale                        | 4           | 47          | 2           | 19          | —           | 3           | 41          | 3           | 11          | 2           | 193         |
| 2023                                                                          | The Harmony Codex - Pubblicato: 29 settembre 2023 - Etichetta: Virgin - Formati: CD, MC, 2 CD+BD, 2 LP, BD, download digitale                                      | 4           | —           | 9           | 18          | —           | 13          | —           | 3           | 18          | 2           | —           |
| 2025                                                                          | The Overview - Pubblicato: 14 marzo 2025 - Etichetta: Fiction, Virgin - Formati: CD, LP, 2 CD+BD, BD, download digitale                                            | 3           | —           | —           | 11          | —           | —           | —           | 1           | —           | 3           | —           |
| "—" indica una pubblicazione non classificata o non pubblicata in quel paese. | |             |             |             |             |             |             |             |             |             |             |             |

### Album dal vivo
| Anno                                                                          | Titolo | Classifiche | Classifiche | Classifiche | Classifiche |
| Anno                                                                          | Titolo | BEL (Fl)    | GER         | ITA         | NLD         |
| ----------------------------------------------------------------------------- | --- | ----------- | ----------- | ----------- | ----------- |
| 2012                                                                          | Catalogue/Preserve/Amass - Pubblicato: 8 febbraio 2012 - Etichetta: Headphone Dust - Formati: CD, 2 LP                                                                  | —           | —           | —           | —           |
| 2012                                                                          | Get All You Deserve - Pubblicato: 24 settembre 2012 - Etichetta: Kscope - Formati: 2 CD+DVD, 2 CD+DVD+BD, DVD, BD, download digitale                                    | —           | 52          | —           | —           |
| 2018                                                                          | Home Invasion: In Concert at the Royal Albert Hall - Pubblicato: 2 novembre 2018 - Etichetta: Eagle Rock - Formati: 2 CD+DVD, 2 CD+BD, 5 LP, DVD, BD, download digitale | 85          | 9           | 77          | 35          |
| "—" indica una pubblicazione non classificata o non pubblicata in quel paese. | |             |             |             |             |

### Raccolte
| Anno                                                                          | Titolo | Classifiche | Classifiche | Classifiche | Classifiche |
| Anno                                                                          | Titolo | UK          | FRA         | GER         | NLD         |
| ----------------------------------------------------------------------------- | --- | ----------- | ----------- | ----------- | ----------- |
| 2004                                                                          | Unreleased Electronic Music Vol 1 - Pubblicato: aprile 2004 - Etichetta: Headphone Dust - Formati: CD, 2 LP | —           | —           | —           | —           |
| 2014                                                                          | Cover Version - Pubblicato: 17 marzo 2014 - Etichetta: Kscope - Formati: CD, 2 LP, download digitale        | —           | —           | 37          | 60          |
| 2015                                                                          | Transience - Pubblicato: 25 settembre 2015 - Etichetta: Kscope - Formati: LP, CD, download digitale         | 59          | 123         | 52          | 83          |
| "—" indica una pubblicazione non classificata o non pubblicata in quel paese. | |             |             |             |             |

### Album di remix
| Anno | Titolo                                                                                              |
| ---- | --------------------------------------------------------------------------------------------------- |
| 2009 | NSRGNTS RMXS - Pubblicato: 29 giugno 2009 - Etichetta: Kscope - Formati: CD, 12", download digitale |
| 2024 | Harmonic Divergence - Pubblicato: 20 aprile 2024 - Etichetta: Spinefarm - Formati: LP               |

### Colonne sonore
| Anno | Titolo |
| ---- | --- |
| 2017 | Last Day of June (The Complete Game Soundtrack) - Pubblicato: 1º dicembre 2017 - Etichetta: Caroline International - Formati: download digitale |

## Extended play
| Anno                                                                          | Titolo | Classifiche | Classifiche | Classifiche | Classifiche | Classifiche | Classifiche | Classifiche | Classifiche | Classifiche | Classifiche |
| Anno                                                                          | Titolo | UK          | AUT         | BEL (Fl)    | CAN         | FIN         | FRA         | GER         | ITA         | NLD         | USA         |
| ----------------------------------------------------------------------------- | --- | ----------- | ----------- | ----------- | ----------- | ----------- | ----------- | ----------- | ----------- | ----------- | ----------- |
| 2013                                                                          | Drive Home - Pubblicato: 21 ottobre 2013 - Etichetta: Kscope - Formati: DVD+CD, BD+CD, download digitale              | 68          | —           | —           | —           | —           | —           | 45          | —           | —           | —           |
| 2016                                                                          | 4 ½ - Pubblicato: 22 gennaio 2016 - Etichetta: Kscope - Formati: CD, 12", BD, download digitale                       | 21          | 17          | 33          | 38          | 13          | 55          | 7           | 22          | 9           | 114         |
| 2016                                                                          | The B-Sides Collection - Pubblicato: 7 dicembre 2020 - Etichetta: Caroline International - Formati: download digitale | —           | —           | —           | —           | —           | —           | —           | —           | —           | —           |
| "—" indica una pubblicazione non classificata o non pubblicata in quel paese. | |             |             |             |             |             |             |             |             |             |             |

## Singoli

### Come artista principale
| Anno | Titolo                           | Album di provenienza                               |
| ---- | -------------------------------- | -------------------------------------------------- |
| 2009 | Harmony Korine                   | Insurgentes                                        |
| 2011 | Postcard                         | Grace for Drowning                                 |
| 2013 | Luminol/The Watchmaker           | The Raven That Refused to Sing (And Other Stories) |
| 2014 | The Old Peace (con Mariusz Duda) | /                                                  |
| 2016 | Happiness III                    | 4 ½                                                |
| 2017 | Pariah                           | To the Bone                                        |
| 2017 | The Same Asylum as Before        | To the Bone                                        |
| 2017 | Song of I                        | To the Bone                                        |
| 2017 | Permanating                      | To the Bone                                        |
| 2017 | Refuge                           | To the Bone                                        |
| 2018 | How Big the Space                | /                                                  |
| 2020 | Personal Shopper                 | The Future Bites                                   |
| 2020 | Eminent Sleaze                   | The Future Bites                                   |
| 2020 | King Ghost                       | The Future Bites                                   |
| 2020 | 12 Things I Forgot               | The Future Bites                                   |
| 2021 | Man of the People                | The Future Bites                                   |
| 2021 | Anyone but Me                    | The Future Bites (Digital Deluxe Edition)          |
| 2023 | Economies of Scale               | The Harmony Codex                                  |
| 2023 | Impossible Tightrope             | The Harmony Codex                                  |
| 2023 | Rock Bottom (con Ninet Tayeb)    | The Harmony Codex                                  |
| 2023 | What Life Brings                 | The Harmony Codex                                  |
| 2024 | December Skies                   | /                                                  |

### Come artista ospite
| Anno | Titolo                                      | Album di provenienza |
| ---- | ------------------------------------------- | -------------------- |
| 2021 | Omega Man (Paul Draper feat. Steven Wilson) | Cult Leader Tatics   |

## Videografia

### Video musicali
| Anno | Titolo                                            | Regista/i                         |
| ---- | ------------------------------------------------- | --------------------------------- |
| 2009 | Harmony Korine                                    | Lasse Hoile                       |
| 2011 | Track One                                         | Lasse Hoile                       |
| 2011 | Index                                             | Lasse Hoile                       |
| 2011 | Remainder the Black Dog                           | Lasse Hoile                       |
| 2011 | Belle de Jour                                     | Lasse Hoile                       |
| 2013 | The Raven That Refused to Sing                    | Jess Cope e Simon Cartwright      |
| 2013 | Drive Home                                        | Jess Cope                         |
| 2015 | Perfect Life                                      | Youssef Nassar                    |
| 2015 | Routine                                           | Jess Cope                         |
| 2016 | Hand Cannot Erase                                 | Lasse Hoile                       |
| 2016 | Happy Returns                                     | Youssef Nassar                    |
| 2017 | Pariah                                            | Lasse Hoile                       |
| 2017 | Song of I                                         | Lasse Hoile                       |
| 2017 | Permanating                                       | Andrew Morgan                     |
| 2017 | Nowhere Now                                       | Lasse Hoile                       |
| 2018 | People Who Eat Darkness                           | Jess Cope                         |
| 2019 | The Same Asylum as Before                         | Lasse Hoile                       |
| 2019 | Song of Unborn                                    | Jess Cope                         |
| 2020 | Eminent Sleaze                                    | Miles Skarin                      |
| 2020 | King Ghost                                        | Jess Cope                         |
| 2020 | Personal Shopper                                  | Lucretia Taormina                 |
| 2021 | Self                                              | Miles Skarin                      |
| 2021 | Personal Shopper (Nile Rodgers Remix)             | Miles Skarin                      |
| 2021 | Omega Man (Paul Draper feat. Steven Wilson)       | George Laycock                    |
| 2023 | Economies of Scale                                | Charlie Di Placido                |
| 2023 | Impossible Tightrope                              | Miles Skarin                      |
| 2023 | Rock Bottom                                       | Nimrod Peled                      |
| 2023 | What Life Brings                                  | Charlie Di Placido                |
| 2023 | The Harmony Codex                                 | Miles Skarin                      |
| 2023 | Beautiful Scarecrow                               | Jess Cope e Venkatram Viswanathan |
| 2023 | Economies of Scale (Manic Street Preachers Remix) | Miles Skarin                      |
| 2023 | December Skies                                    | Miles Skarin                      |